# Giovanni Paolo Marana
Giovanni Paolo Marana (1642-1693) est un auteur italien principalement connu pour son roman épistolaire L'espion turc.

## Biographie
Giovanni Paolo Marana, parfois Jean-Paul Marana (1642 – 1693) est un noble, Génois de naissance qui, après avoir participé en 1672 à une conjuration manquée destinée à faire passer la ville de Savone sous la domination des ducs de Savoie, s'installe en France en 1683.
Au début des années 1670, la république de Gênes est menacée par Louis XIV. Alors âgé de 27 ans, fils d’un bijoutier, Giovanni-Paolo Marana est convaincu que la République est menacée d’une invasion par la mer et fabrique à cet égard de faux plans qu’il remet au palais du Doge. La supercherie est découverte et il est livré aux inquisiteurs de l’État, une inquisition civile, propre aux villes telles que Gênes ou Venise, sans rapport avec l’Inquisition religieuse et condamné à cinq ans d’emprisonnement. En prison, il travaille à la traduction des œuvres complètes de Sénèque, ainsi qu’à un système d’écriture codée. Il se réfugie en France en 1681. Il fait paraître, à Lyon, à ses frais, La Congiura di Raffaello della Torre, dont l'Inquisition avait refusé l’impression. Il s’installe à Paris au début de 1682 où il n'obtient ni protection ni pension. Il y meurt dans le dénuement en 1693.

## L'espion turc

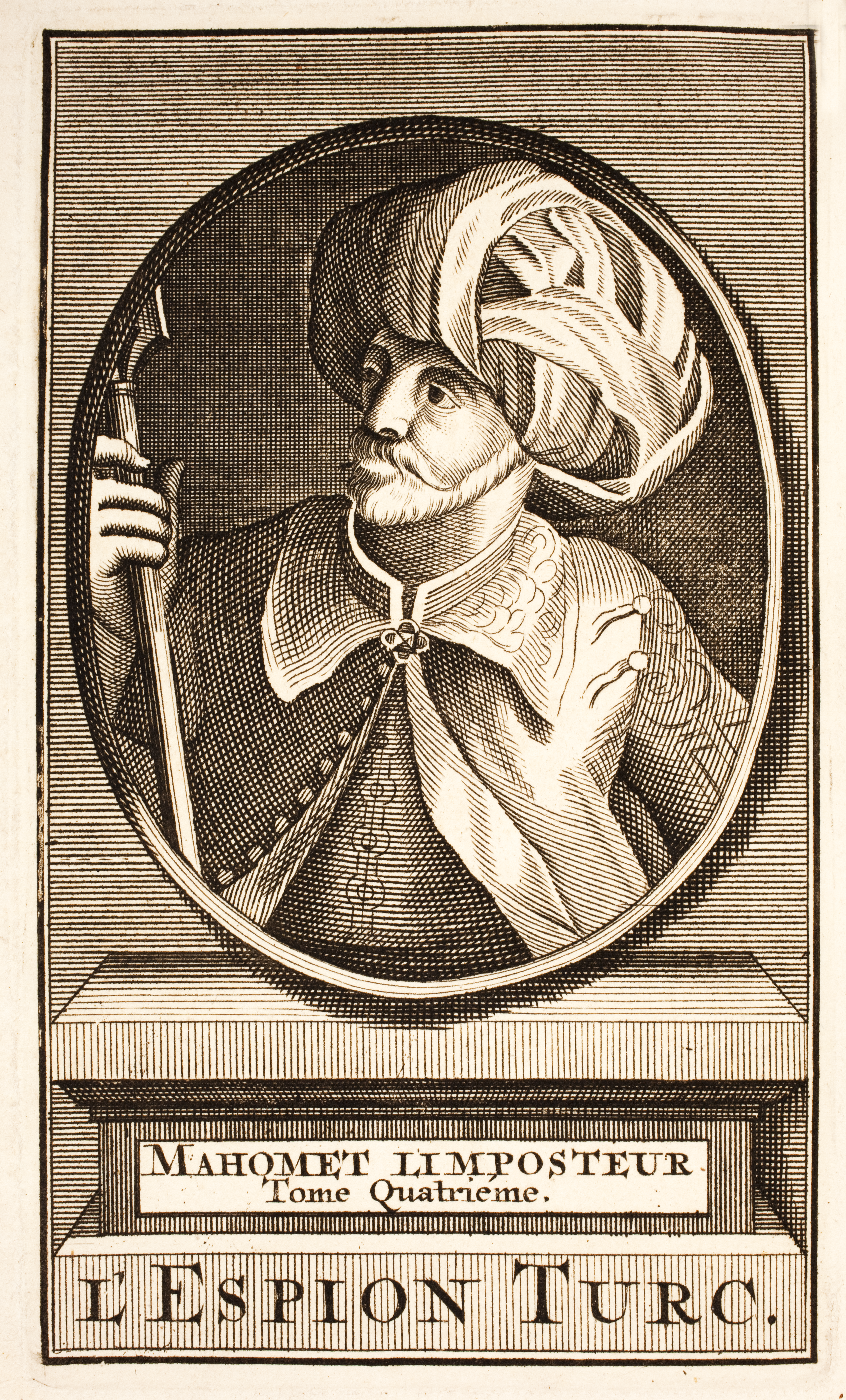
"Mahomet L'Imposteur"

Marana est l'auteur de L'espion turc (titre originel : L'espion du Grand Seigneur, et ses relations secrètes, envoyées au Divan de Constantinople & découvertes a Paris pendant le règne de Louis le Grand), un roman épistolaire qui fait découvrir et juger par un Oriental l'histoire et les mœurs de l'Europe et plus particulièrement de la France de son temps, tome 1 publié anonymement en 1684 en italien et en français et tome 2 en 1686 en français :
- L'Espion turc, t. 1, Amsterdam, H Wetstein & H Desbordes, 1684, 150 p. (lire en ligne).

- L'Espion turc, t. 2, Paris, Claude Barbin, 1688, 294 p. (lire en ligne).

L'écrivain et philosophe français Montesquieu s'inspire également de L'Espion turc dans ses Lettres persanes, roman épistolaire paru en 1721 qui critique le pouvoir monarchique absolu en place à son époque.

## Œuvres
- (it) La Congiura di Raffaello della Torre con le mosse della Savoia contro la Republica di Genova, Lyon, Alla spese dell'auctore, 1682, 322 p. (lire en ligne).
- Lettre d'un Sicilien à un de ses amis  (préf. Valentin Dufour), Paris, A. Quantan, 1883, 200 p. (disponible sur Internet Archive).
- (it) Dialogo fra Genova, et Algieri, città fulminate dal Giove Gallico, Amsterdam, J. Desbordes, 1685, 167 p. (lire en ligne).
- Dialogue De Genes et d'Algers Villes foudroyées, Par les Armes Invincibles de Louis Le Grand L'Année 1684 : Avec plusieurs particularitez historiques touchant le juste ressentiment de ce Monarque, et ses prétensions sur la Ville de Genes, avec les réponces des Genois, Amsterdam, J. Debordes, 1685, 164 p. (lire en ligne)[4].
- L'espion turc a connu de nombreuses éditions (et plusieurs auteurs anonymes[5]) :
  - L'Espion turc, t. 1, Cologne, Erasme Kinkius, 1700, 38 p. (lire en ligne).

Edition - 1710
- L'Espion turc, t. 1, Cologne, Erasme Kinkius, 1710, 471 p. (lire en ligne sur Gallica).
- L'Espion turc, t. 2, Cologne, Erasme Kinkius, 1710, 432 p. (lire en ligne sur Gallica).

Édition - 1739
- L'Espion turc, t. 1, Cologne, Erasme Kinkius, 1739, 584 p. (disponible sur Internet Archive).

- L'Espion turc, t. 2, Cologne, Erasme Kinkius, 1739, 518 p. (disponible sur Internet Archive).

- L'Espion turc, t. 3, Cologne, Erasme Kinkius, 1739, 582 p. (disponible sur Internet Archive).
- L'Espion turc, t. 4, Cologne, Erasme Kinkius, 1739, 450 p. (disponible sur Internet Archive).

- L'Espion turc, t. 5, Cologne, Erasme Kinkius, 1739, 550 p. (disponible sur Internet Archive).
- L'Espion turc, t. 6, Cologne, Erasme Kinkius, 1739, 450 p. (disponible sur Internet Archive).

Édition - 1756
- L'Espion turc, t. 7, Amsterdam, 1756, 496 p. (disponible sur Internet Archive).

- L'Espion turc, t. 8, Amsterdam, 1756, 482 p. (disponible sur Internet Archive).

- L'espion Turc ou L'Espion dans les cours des princes chrétiens ou Lettres & mémoires d'un envoyé secret de la Porte dans les cours de l'Europe, où l'on voit les découvertes qu'il a faites dans toutes les cours où il s'est trouvé avec une dissertation curieuse de leurs forces, politiques et religieuses (appelé ordinairement L'Espion turc), édition établie et annotée par Françoise Jackson, avec les gravures de l'époque. Coda éditions, 2009,  (ISBN 9782-84967-066-8)